# Das Schlangennest
Das Schlangennest (engl. Titel: Whacking Day) ist die zwanzigste Folge der vierten Staffel der Serie Die Simpsons. Sie gewann im Jahre 1994 den Genesis Award.

## Handlung
In Springfield findet ein traditioneller Feiertag statt: der „Knüppeltag“. An diesem Tag nehmen die Bewohner Springfields einen Knüppel und schlagen Schlangen in der Umgebung tot. Lisa stellt sich gegen die Grausamkeit gegenüber unschuldigen Tieren und versucht, irgendetwas dagegen zu unternehmen. Zusammen mit Bart überzeugen sie den vom Bürgermeister Quimby als Stargast eingeladenen Sänger Barry White, über Lautsprecher ein Lied zu singen. Da die Schlangen die Bodenvibrationen spüren, folgen sie diesen zum Haus der Simpsons. Dort verstecken sie sich alle gemeinsam und können so dem Tod entgehen.

## Produktion
Die Grundidee stammt vom Autor George Meyer, dem ein solcher Feiertag in Texas bekannt war, bei dem Klapperschlangen von der Bevölkerung mit Stöcken getötet wurden. Aufgrund von Zeitmangel übergab er dem Autor John Swartzwelder die Ausarbeitung. Der Sänger Barry White wollte in der Serie auftreten und sang für diese Folge seinen Titel Can’t Get Enough of Your Love, Babe neu ein.

## Kulturelle Referenzen
Das traditionelle Lied O Whacking Day entspricht der Melodie von O Tannenbaum.

## Rezeption
Die Folge wurde 1994 mit dem Genesis Award als beste animierte TV-Serien-Folge ausgezeichnet.